# Глориана (опера)
«Глориана» (англ. Gloriana) — опера Бенджамина Бриттена, созданная в 1953 году на либретто Уильяма Плумера, основанного на романе Литтона Стрейчи «Елизавета и Эссекс: трагическая история» (1928). Впервые была исполнена в Ковент-Гардене 8 июня 1953 года во время празднования коронации королевы Елизаветы II.
Глориана — одно из прозвищ королевы Елизаветы I, данное по имени главной героини аллегорической поэмы Эдмунда Спенсера «Королева фей». Известно, что после поражения Непобедимой армады в 1588 году войска в Тилбери приветствовали королеву криками «Gloriana, Gloriana, Gloriana».

## Премьера
Опера была принята прохладно, публика была разочарована трактовкой образа Елизаветы, которая представлена не лишённой человеческих недостатков, натурой отзывчивой, ранимой, но в то же время тщеславной и страстной. Произведение было признано критикой одной из немногих творческих неудач композитора, и опера не была включена в серию записей опер Бриттена под его управлением фирмы Decca. Сюита из оперных фрагментов, включающая в том числе придворные танцы, довольно часто исполняется как концертная пьеса.

## Действующие лица
| Действующие лица                                                                                         | Голос           | Исполнитель на премьере 8 июня 1953 (дирижёр: Джон Притчард) |
| --- | --------------- | ------------------------------------------------------------ |
| Королева Елизавета I                                                                                     | сопрано         | Джоан Кросс                                                  |
| Роберт Деверё, граф Эссекс                                                                               | тенор           | Питер Пирс                                                   |
| Френсис, графиня Эссекс                                                                                  | меццо-сопрано   | Моника Синклер                                               |
| Чарльз Блаунт, лорд Маунтжой                                                                             | баритон         | Джерент Эванс                                                |
| Пенелопа (леди Рич) сестра Эссекса                                                                       | сопрано         | Дженнифер Вивиан                                             |
| Роберт Сесил Secretary of the Council                                                                    | баритон         | Арнольд Мейттерс                                             |
| Уолтер Рэли, Captain of the Guard                                                                        | бас             | Фредерик Дальберг                                            |
| Генри Кафф спутник Эссекса                                                                               | баритон         | Рональд Льюис                                                |
| Фрейлина                                                                                                 | сопрано         | Адель Лей                                                    |
| Слепой певец                                                                                             | бас             | Иниа Те Вьята                                                |
| Регистратор Норвича                                                                                      | бас             | Майкл Ленгдон                                                |
| Домохозяйка                                                                                              | меццо-сопрано   | Эдит Коутс                                                   |
| Маска Духа                                                                                               | тенор           | Уилям Макальпин                                              |
| Церемонимейстер                                                                                          | тенор           | Девид Три                                                    |
| Городской глашатай                                                                                       | баритон         | Риддерх Девис                                                |
| Время | артист балета   | Десмонд Дойл                                                 |
| Согласие                                                                                                 | артистка балета | Светлана Берёзова                                            |
| Хор: горожане, фрейлины, домохозяева, придворные, маски, старики, приверженцы Эссекса, советники         |                 |                                                              |
| Танцоры: крестьянские девушки, рыбаки, танцоры морески                                                   |                 |                                                              |
| Актёры: пажи, странствующие исполнители баллад, олицетворение королевы Елизаветы                         |                 |                                                              |
| Музыканты на сцене: трубачи, танцевальный оркестр, музыканты, играющие на тамбуринах и лирах, барабанщик |                 |                                                              |

## Содержание
Время действия: конец XVI века.
Место действия: Англия.

### Акт 1
Сцена 1 Турнир
Лорд Маунтджой выигрывает рыцарский турнир. Роберт Деверо, граф Эссекс, вызывает Маунтджоя на бой и легко ранен им. Появляется королева Елизавета и отчитывает мужчин за их ревность. Она требует, чтобы они появились при её дворе в качестве друзей. Маунтджой и Эссекс мирятся, толпа воздаёт хвалу Елизавете.
Сцена 2 Апартаменты королевы во дворце Нонсач
Елизавета и Сесил обсуждают соперничество Маунтджоя и Эссекса. Сесил извещает Елизавету об очередной угрозе со стороны Испании и предостерегает об опасности чрезмерной привязанности к неуравновешенному Эссексу. После ухода Сесила появляется Эссекс и пытается отвлечь её от политических проблем. Эссекс просит Елизавету направить его в Ирландию для подавления восстания, которое возглавил граф Тайрон. Когда королева даёт фавориту понять, что не желает отправлять его в Ирландию, Эссекс теряет терпение и обвиняет Сесила и Рели в сговоре против него. Елизавета приказывает ему уйти и молится о даровании ей сил, чтобы управлять людьми.

### Акт 2
Сцена 1 Норвич
Королева в сопровождении Эссекса посещает Норвич и беседует с местным регистратором. В честь королевы даётся маска «Время и согласие».
Сцена 2 Дом Эссекса
Сестра Эссекса, леди Пенелопа Рич, тайно встречается с Маунтджоем в саду. Эссекс и его жена Френсис присоединяются к ним, и Эссекс обвиняет королеву в провале своих ирландских планов. Он, Маунтджой и Пенелопа размышляют о грядущих переменах: Эссекс набирает силу, в то время как королева стареет, однако Френсис призывает их к осторожности.
Сцена 3 Дворец Уайтхолл
Разгар бала во дворце. Френсис, леди Эссекс, появилась в роскошном наряде, вызвавшем восхищение придворных. Королева приказывает музыкантам играть быструю музыку; следует пять «Придворных танцев». Дамы удаляются, чтобы сменить своё белье. Леди Эссекс выходит уже в простом платье и сообщает Пенелопе Рич, что её богатое платье пропало. Королева появляется в платье леди Эссекс, которое слишком коротко и узко для неё. Она насмехается над леди Эссекс и покидает зал. Маунтджой, Эссекс и леди Рич обижены за леди Эссекс. Эссекс приходит в ярость из-за выходки королевы. Елизавета возвращается в своей собственной одежде. Она назначает Эссекса наместником Ирландии. Эссекс успокоен и доволен, все приветствуют решение королевы.

### Акт 3
Сцена 1 Дворец Нонсач
Горничные королевы сплетничают о неудаче Эссекса в Ирландии. Эссекс врывается в покои королевы и настаивает на немедленной встрече с ней. Елизавета без парика и в халате, она печально признается Эссексу, что стареет. Она любезно его встречает и сочувственно говорит о его неприятностях, но раздражается, когда Эссекс жалуется на своих врагов при дворе. Эссекс уходит, горничные одевают королеву и красят её лицо. Появляется Сесил и предупреждает Елизавету, что ирландские мятежники и горячий Эссекс представляют угрозу её правлению. Королева даёт согласие на домашний арест Эссекса.
Сцена 2 Лондонская улица
Исполнитель баллад перечисляет попытки Эссекса поднять бунт, королевский фаворит в это время ищет сторонников для нового выступления. Глашатай объявляет, что Эссекс заклеймён как предатель, а все, кто его поддерживает, будут обвинены в государственной измене.
Сцена 3 Дворец Уайтхолл
Эссекс заключён в Лондонский Тауэр. Сесил, Рели и другие советники пытаются убедить королеву вынести Эссексу смертный приговор, но она колеблется. Оставшись в одиночестве, Елизавета продолжает с нежностью вспоминать Эссекса. Леди Эссекс, леди Рич и лорд Маунтджой входят, «чтобы молить о пощаде» для Эсскеса. Елизавета нежна с леди Эссекс, говорит любезно и заверяет её, что она и её дети не будут страдать. Однако она впадает в гнев, когда леди Рич намекает, что королева нуждается в Эссексе, чтобы успешно править. Елизавета не слушает дальнейших уговоров и подписывает ему смертный приговор. Снова оставшись одна, она размышляет о своих отношениях с Эссексом и своей смертности.

## История постановок
На гастролях спектакля в 1954 году в Манчестере и Бирмингеме партию Пенелопы Рич исполняла Джоан Сазерленд. Вторая постановка «Глорианы», с Сильвией Фишер в главной роли, была предпринята театром Сэдлерс-Уэллс в 1966 году. 22 ноября 1963 года, в день пятидесятилетия композитора, опера была дана в концертном исполнении, дирижировал Брайан Ферфакс. В 1973 году на Променадных концертах в Лондоне прозвучала концертная версия оперы в постановке дирижёра Чарльза Маккерраса. В 1984 году Марк Элдер записал «Глориану» Английской национальной оперы. В Великобритании опера ставилась также Уэльской национальной оперой (1992) и Opera North (2002). В постановке 2005 года (Оперный театр Сент-Луиса) партию Елизаветы I исполнила Кристин Брюер. В лондонском Ковент-Гардене опера была поставлена в честь шестидесятой годовщины премьеры и празднования столетия Бриттена в июне-июле 2013 года.